# Синхронное плавание на летних Азиатских играх 2018
Соревнования по синхронному плаванию на летних Азиатских играх 2018, состоявшихся в Индонезии, проходили с 28 по 29 августа.

## Медалистки
| Дисциплина | Золото                          | Серебро                        | Бронза                                     |
| ---------- | ------------------------------- | ------------------------------ | ------------------------------------------ |
| Дуэт       | Китай Цзян Тинтин Цзян Вэньвэнь | Япония Юкико Инуи Мэгуму Ёсида | Казахстан Александра Немич Екатерина Немич |
| Команда    | Китай                           | Япония                         | КНДР                                       |